# Liste der Monuments historiques in Crevin
Die Liste der Monuments historiques in Crevin führt die Monuments historiques in der französischen Gemeinde Crevin auf.

## Liste der Objekte
| Bezeichnung                 | Beschreibung | Standort                                        | Kennzeichnung | Schutzstatus | Datum | Bild |
| --------------------------- | --- | ----------------------------------------------- | ------------- | ------------ | ----- | ---- |
| Gemälde Anbetung der Könige | 1679, mit Signaturen: MOURAUD P und PAR Mr HENRY MICHEL ET H (onorable) F (emme) GUILLEMETTE TROCHU SA COMPAIGNE, 1679 | in der Kirche Notre-Dame-de-l'Assomption (Lage) | PM35000156    | Classé       | 1974  |      |